# Victor Christian (ciruela)
Victor Christian es una variedad cultivar de ciruelo (Prunus domestica), de las denominadas ciruelas europeas,
una variedad de ciruela obtenida en 1917 en Cheltenham (Inglaterra).
Las frutas tienen un tamaño grande, color de piel rojo púrpura a azul violeta, y pulpa de color verde amarillento, con textura de consistencia mediana, un poco jugosa, y sabor ligeramente dulce poco rico. Ciruela de usos culinarios.

## Historia
'Victor Christian' es una variedad de ciruela obtenida en Cheltenham Inglaterra (Reino Unido), originalmente criado por W.D. Vizard, en 1917. Recibió el « "Award of Merit"» ("Premio al Mérito") de la « "Royal Horticultural Society, RHS"»  (Real Sociedad Hortícola) en 1917.
'Victor Christian' se cultiva en la National Fruit Collection con el número de accesión: 2003 - 019 y nombre de accesión : Victor Christian. El espécimen fue recibido en el «National Fruit Trials» (Probatorio Nacional de Frutas) en 2003.

## Características
'Victor Christian' árbol de vigoroso crecimiento, con ramas largas y robustas que forman una copa ancha, redonda y despeinada, que da frutos irregulares y ocasionalmente abundantes. Requiere suelo ligero y una posición soleada. Las mejores frutas vienen cuando hay un comienzo de verano húmedo y un clima cálido y seco en el período de maduración. Tiene un tiempo de floración que comienza a partir del 14 de abril con el 10% de floración, para el 18 de abril tiene una floración completa (80%), y para el 28 de abril tiene un 90% de caída de pétalos.
'Victor Christian' tiene una talla de tamaño grande (peso promedio 51.60g.), de forma ovalada oblonga, con depresión más o menos acusada en la parte ventral y muy ligera en el tercio inferior dorsal, asimétrica, con un lado ligeramente mayor, con la sutura bien visible, línea de color verdoso indefinido, transparente, en depresión más o menos acusada en toda su extensión; epidermis con pruina blanquecina, muy abundante en las depresiones y ligera en el resto, sin pubescencia, siendo la piel de color rojo púrpura a azul violeta, con abundante punteado de tamaño diverso, blanquecino sin aureola, perceptible; Pedúnculo de longitud mediano o largo (promedio 13.66mm), fino, pubescente, ubicado en una cavidad del pedúnculo de anchura media, poca profundidad, medianamente rebajada en la sutura y casi imperceptiblemente en el lado opuesto;pulpa de color verde amarillento, con textura de consistencia mediana, un poco jugosa, y sabor ligeramente dulce poco rico.
Hueso semi adherente a adherente, mediano, algo alargado, semi globoso, con surco dorsal interrumpido en la parte central, los dorsales bastante marcados, y la superficie semi rugosa.
Su tiempo de recogida de cosecha se inicia en su maduración de la primera y segunda decena de septiembre.

## Usos
La ciruela 'Victor Christian' se procesan en macedonias de frutas, pero también en postres, repostería, como acompañamiento de carnes y platos. Se transforma en mermeladas, almíbar de frutas, compotas.